# Vencislav Simeonov
Vencislav Simeonov (in bulgaro Венцислав Симеонов?; Plovdiv, 3 febbraio 1977) è un allenatore di pallavolo ed ex pallavolista bulgaro naturalizzato italiano, nel ruolo di opposto, tecnico del Deja.

## Biografia
Figlio degli ex pallavolisti bulgari Kaspar Simeonov, medaglia di argento ai Giochi Olimpici di Mosca 1980, e Canka Simeonova, è sposato con l'ex cestista Gergana Slavčeva.

## Carriera

### Allenatore
Impegnato nello Slavia Sofia nel 2021, nella stagione 2021-22 viene nominato allenatore del Deja, formazione neopromossa in Superliga.

## Palmarès

### Club
- Coppa Italia: 1

1995-96
- Supercoppa italiana: 2

1996, 2002
- Coppa di Germania: 1

2013-14
- Campionato rumeno: 1

2014-15
- Coppa CEV: 3

1996-97, 1997-98, 2005-06
- Supercoppa europea: 2

1996, 1997

### Premi individuali
- 2008 - Serie A1 italiana: Miglior servizio[3]
- 2008 - Serie A1 italiana: Miglior servizio[4]